# Pelucones
El bando pelucón o bando conservador fue una facción política chilena de tendencia conservadora, conformada de elementos de pensamiento tradicional y autoritario, provenientes del antiguo bando realista, de la aristocracia santiaguina, del ejército y parte del clero.
Durante el primer cuarto del siglo XIX, los pelucones se enfrentaron al bando pipiolo, de tendencia liberal, en el periodo conocido como la Organización de la República, que terminó con la victoria conservadora en la guerra civil de 1829-30. Tras el triunfo, el bando pelucón gobernó hasta su fractura en 1856, debido a la cuestión del sacristán.

## Historia
Primero, durante la independencia de Chile, se llamó pelucones, chapetones o realistas a los partidarios de conservar una relación de dependencia política respecto del Imperio español.
Según Benjamín Vicuña Mackenna, habrían sido los Carrera quienes bautizaron como pelucones a los diputados realistas e indecisos que se opusieron a acelerar la independencia en el Congreso de 1811. El bando, sin estar constituido orgánicamente como un partido, respondía a los intereses de la aristocracia santiaguina, que suele ser caracterizada como "castellano-vasca" en razón del origen de las familias que la constituían.
No era de la misma idea José Zapiola, testigo de la época que señala como algo posterior el origen del término:

En el año de 1823, según nuestros recuerdos, se empezó a usar por primera vez el apodo de pelucón, aplicado a ciertos hombres de alta posición y de ideas conservadoras. Este último calificativo, aplicado más tarde a un partido político, no era conocido en Chile ni tampoco en Francia, de donde lo hemos tomado después. El apodo de pelucón fue aplicado a este partido por los liberales, nombre que se daba a un partido que empezaba entonces a retoñar.
José Zapiola

Una vez declarada la independencia, y aceptando a regañadientes ese hecho, el grupo se volvió más heterogéneo, congregando a todos quienes deseaban que el nuevo régimen tuviera una fuerte solución continuidad con el modelo político y social vigente durante la Colonia. Es decir, agrupó a los partidarios de un gobierno autoritario, centralizado, cercano a la Iglesia católica y que reservara la participación en cuerpos colegiados casi exclusivamente a las grandes familias tradicionales de la capital.
Singularmente las peluconas se unieron al movimiento liberal que derrocó a Bernardo O'Higgins en 1823, pues consideraban un agravio la reciente abolición de los títulos de nobleza y el uso de sus escudos familiares.
Pero al poco tiempo los pelucones se oponían a los pipiolos. Los acusaban de haber sumido al país en la anarquía y haber ensayado libertades públicas inadecuadas para la realidad social chilena, entre 1823 y 1829, durante el período conocido después como Organización de la República.
En 1828, para alcanzar el poder, los pelucones complotaron en alianza con los o'higginistas y estanqueros, participando en la Revolución de 1829 en contra del gobierno pipiolo.

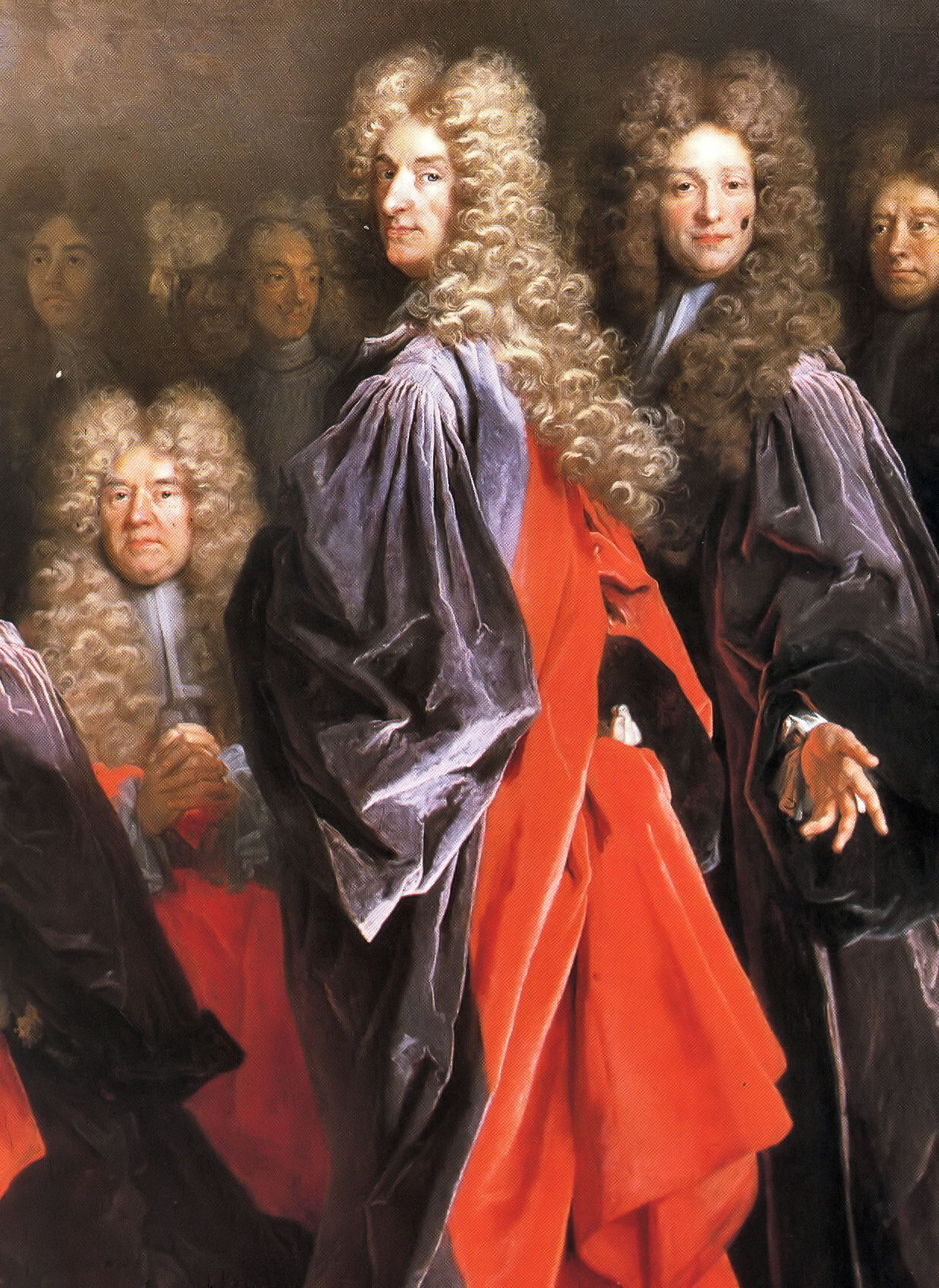
La aristocracia europea del es la cúspide que representa a los pelucones como se aprecia en la imagen a un grupo de nobles franceses con peluca Barroca.

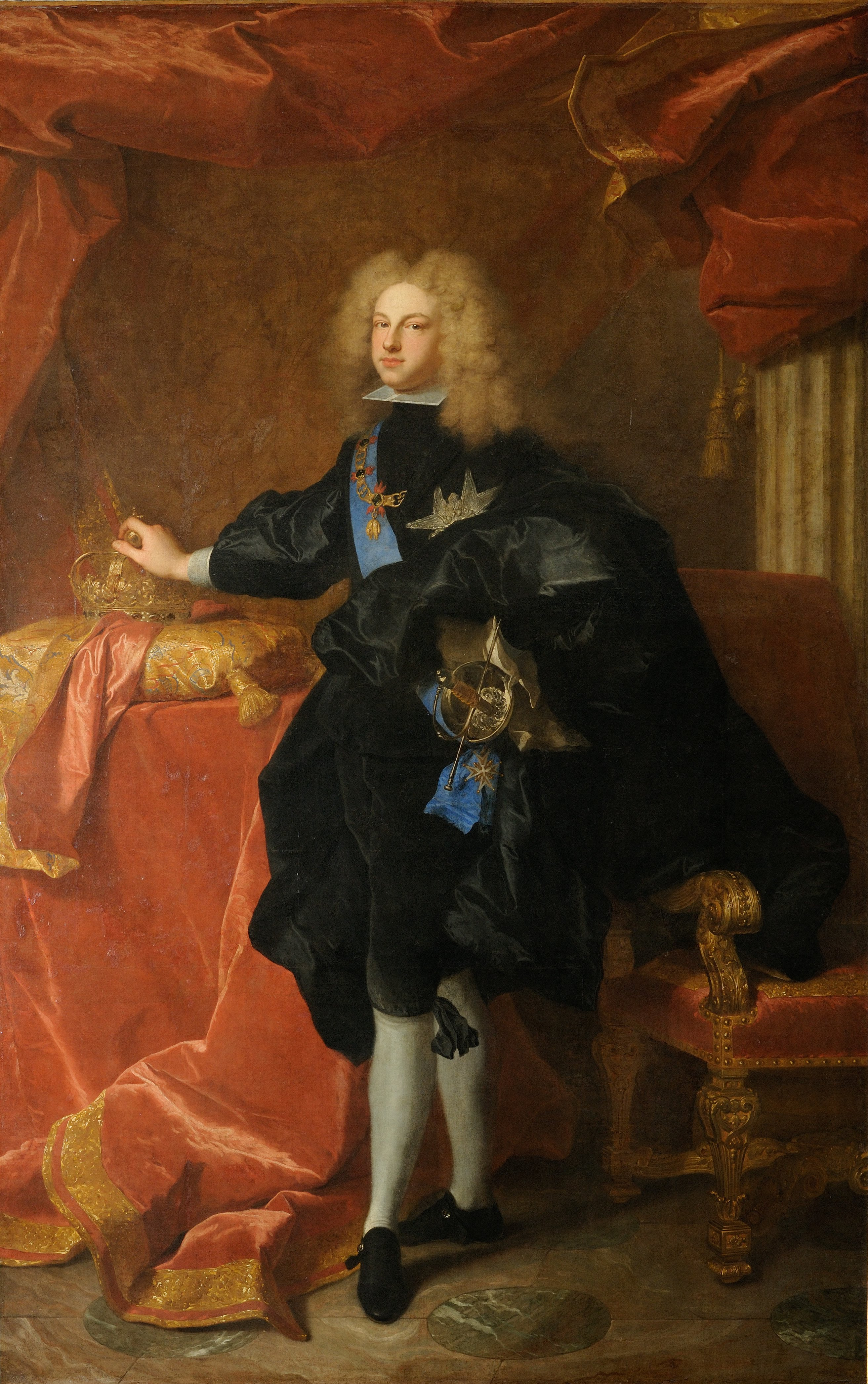
El rey Don Felipe V de España quien fuera nieto del famoso rey Luis XIV de Francia y de la infanta María Teresa de Austria introdujo la moda francesa de usar pelucas en la corte española hacia 1700, simbolizando el estímulo de una nueva dinastía y la consolidación de una renovada nobleza, estas modas de galas se introdujeron en Hispanoamérica a penas se enviaron a los nuevos virreyes de la Casa de Borbón.

Así es como de entre aquellos bandos debía salir un partido confuso, heterogéneo al principio y sin mas lazo de unión que su común propósito de desquiciar al Gobierno; pero que, andando el tiempo, debía depurarse y convertirse bajo la influencia de sus hombres eminentes en un poder homogéneo...
Sotomayor Valdés

Tras la Batalla de Lircay, en que fueron derrotadas las fuerzas liberales, se hicieron con el gobierno, iniciando el período de la historia de Chile conocido como República Conservadora.
Posteriormente, en 1836, los pelucones se fusionarían con los o'higginistas y estanqueros en el Partido Conservador, cuya primera convención se realizó recién en 1878.

## Algunospeluconeschilenos
El bando pelucón se componía de diferentes grupos:

### La aristocracia
- Juan de Dios Correa de Saa, destacado político conservador, Conde consorte de la Conquista, quien fuera Diputado, Senador y presidente del Senado de la República de Chile.
- Juan Agustín Alcalde, IV conde de Quinta Alegre: Diputado y senador, cabeza del círculo de las familias poseedoras de títulos nobiliarios y mayorazgos.

Aparecían en primera línea en esta falange reaccionaria los mayorazgos, cuyos vínculos había disuelto la niveladora Constitución del 28, y se contaban entre estos los primeros blasones del régimen colonial, el conde de Quinta Alegre, los mayorazgos Larraín y Tagle, el último de los que fue su presidente, y el joven Marques de Pica, a quien más tarde los pelucones aclamaban como su líder más genuino. Figuraban también entre estos las nobles familias de Errázuriz, Eyzaguirre y Ovalle que vestían el traje de corte y usaban la peluca tradicional de la colonia...
Benjamín Vicuña Mackenna

### Los "conservadores doctrinarios"
Intelectuales que, pese a haber apoyado la Independencia, se unieron al bando pelucón por sus ideas más cercanas a la teoría política católica que estaba vigente entonces:
- Mariano Egaña: Principal legislador pelucón; redactor de la Constitución de 1833.

Era la inspiración y la lumbrera de los sectarios del cambio de doctrina en la administración y en la política, el abogado Mariano Egaña, que había heredado de su padre la afición a legislar y traído desde Europa un intenso amor a la monarquía constitucional. Añádase a esto el rencor que le inspiraba la Constitución democrática de 1828, que al fin de tantas luchas había sustituido a la Constitución de 1823; el ídolo caído de su padre y sí mismo
Benjamín Vicuña Mackenna

- Diego Antonio Barros: Senador y filántropo. En su casa se solían realizar las tertulias políticas de los pelucones[4]

### Clero realista
- José Santiago Rodríguez Zorrilla: Obispo de Santiago. Fue relegado a Ñuñoa, a las afueras de la capital, tras la independencia.
- Juan Francisco Meneses: El canónigo que relevó al desterrado obispo como vocero del clero más reaccionario. Había actuado como asesor letrado de diversos gobernadores coloniales, entre ellos el de Casimiro Marcó del Pont.

## Uso en otros países
Posiblemente tomando el término desde Chile aunque sin la misma difusión, en Ecuador se denominó y calificó de pelucón a la clase perteneciente a la alcurnia o nobleza criolla instaurada tras la vida republicana en 1830 hasta mediados del siglo XIX, conformada por diversas familias o apellidos que - a diferencia de la aristocracia de la colonia - no tenían necesariamente linaje noble alguno. Fue representada desde sus inicios como clase social superior desde el gobierno del Gral. Juan José Flores, de origen venezolano, con tendencias políticas muy conservadoras que sustituyeron a los gobiernos regionales y demás dominios de la Corona española en los actuales territorios de la República del Ecuador.